# 仮面ライダーW FOREVER AtoZ/運命のガイアメモリ
『仮面ライダーW FOREVER AtoZ/運命のガイアメモリ』（かめんライダーダブル フォーエバー エートゥーゼット うんめいのガイアメモリ）は、2010年8月7日より東映系で公開された、日本の映画作品。同時上映作品は『天装戦隊ゴセイジャー エピックON THEムービー』。
キャッチコピーは「Wよ永遠に― 風都の存亡を賭けて、戦え!」。

## 概要
特撮テレビドラマ『仮面ライダーW』の初の単独劇場版作品。シリーズ初のデジタル3D上映作品でもあり、通常の2D版とデジタル3D版が同時公開された。また、デジタル3D版では上映前に『仮面ライダーW』と『ゴセイジャー』のキャストが共演し、3Dメガネの使用上の説明を行う新撮の映像も流れた。3D映像制作にあたっては、2D映像を3D立体映像にリアルタイム変換できる2D-3Dコンバーター機能を持つ、日本ビクターの業務用3Dイメージプロセッサ・IF-2D3D1が採用された。これは操作環境の良さもあり、作業時間や運用コストの大幅な縮減に貢献している。ただし、仮面ライダーの映画の撮影スケジュールでは全てを3Dで撮影するのは不可能なため、2Dで普通に撮って、合成素材のみをあとから両目用に用意して飛び出させる方法、2Dで全てを撮影して、最後に3Dに変換する方法の、3パターンに分けて、それぞれのシーンに合わせた3D演出がされている。
前作『ビギンズナイト』と同様、本作品は物語や世界観をテレビシリーズと密接に共有しており、作中で描かれるのは第44話と第45話の間に起こった事件である。また、前述の話数を含めて本作品に関連した事柄や描写がテレビシリーズ内にも盛り込まれているほか、それまでテレビシリーズに登場した探偵事務所の依頼者や関係者の多くも、本作品に友情出演している。
前作が翔太郎と荘吉を軸にした父性の映画であったことから、本作品ではフィリップを主人公として、フィリップとシュラウドを軸とした母性の映画にすることで、この2本でコンビの映画が完結するという大元のコンセプトとなった。また、子供を連れてきた母親が観てもグッとくる映画ということやバイクアクションなど今まで見たことのないアクションシーンが多く入るという方針となった。
劇場版が初出となる新ライダーと新フォーム（仮面ライダージョーカー、仮面ライダーエターナル、仮面ライダーW サイクロンジョーカーゴールドエクストリーム）の登場は本作品でも踏襲されているほか、前年に引き続き本作品でも、次作品『仮面ライダーオーズ/OOO』の主人公である火野映司 / 仮面ライダーオーズがテレビシリーズの開始に先駆けて登場している。
入場者特典はガンバライドカード（仮面ライダーW サイクロンジョーカーエクストリーム）、ダイスオーカード（ワンダーゴセイグレート）。また、3D版鑑賞者特典として「とびだす!ヒーローカード!!」がプレゼントされたほか、8月21日からはポストカードが配布された。
丸の内TOEI1他全国460スクリーン（2D版273館、3D版187館）で公開され、2010年8月7・8日の初日2日間で2D版は興収3億3,117万9,000円・動員25万1,720人、3D版は興収1億7,357万1,700円・動員11万5,123人、累計興収5億475万700円・動員36万6,843人を記録し、映画観客動員ランキング（興行通信社調べ）で初登場第3位を獲得した。前年との興収対比は69.2パーセントとなる。
2019年2月16日に渋谷TOEIにて開催された「平成仮面ライダー映画リバイバル上映会」では、「みんなで応援したい映画」第1位に選ばれた本作品が上映され、上映後の舞台挨拶に監督の坂本浩一、脚本の三条陸、プロデューサーの塚田英明が登壇し、当時の撮影秘話などを語った。

## あらすじ
風都タワー完成30周年の夏、「A」から「Z」までの26個の次世代ガイアメモリT2ガイアメモリを空輸する財団Xのヘリコプターが、世界各地でその名を馳せる不死身の傭兵集団NEVER（）による強襲の末に自爆し、風都全土に「E」以外の25個のT2メモリが飛散して市民が次々とドーパントに変身していく事件が発生する。
事態の収拾に動こうとするWとアクセルは、国際特務調査機関から訪れたというマリア・S・クランベリーから顛末を聞く。そんなマリアにフィリップは、彼女はシュラウドで自分の母親かもしれないと思い込む。そして、風都にはT2メモリを得たNEVERが侵攻を開始し、Wとアクセルの前にはNEVERを率いる大道克己が仮面ライダーエターナルに変身して立ち塞がる。エターナルは、Wのファングジョーカーやサイクロンジョーカーエクストリームを平然と圧倒したうえ、マキシマムドライブを発動させて旧世代のガイアメモリの機能を停止させてしまう。
変身できなくなったWとアクセルは、風都を守り抜けるのだろうか。今、占拠された風都タワーにて、NEVERを相手にしたW最大の決戦が始まる。

## 登場人物
『仮面ライダーW』の登場キャラクターは、仮面ライダーWの登場キャラクターを参照。火野映司 / 仮面ライダーオーズについては、仮面ライダーオーズ/OOO#登場人物を参照。ここでは、本作品オリジナルの登場人物のみ記述する。
マリア・S・クランベリー / 大道 マリア（） / サイクロン・ドーパント
NEVERを追って来日した国際特務調査機関員。翔太郎とフィリップに情報提供をした上で捜査協力を依頼する。フィリップに気を遣うような素振りから、事件当時すでにシュラウドの正体が自分の母親だと知っていた彼からは、シュラウドの正体でないかと疑われる。
頼もしい味方と思われていたが、上記の経歴は偽物であり、その正体はサイクロン・ドーパントの変身者にしてNEVERの開発科学者である。元々は風都工科大学における遺伝子工学の権威だったが、息子である克己の交通事故死をきっかけに、財団Xの援助のもとで封印していた細胞維持酵素による死者蘇生研究を完成させており、その経緯から本作品における一連の事件の遠因となった。
克己を死も心もない怪物にしてしまった罪悪感と愛情から、彼の望むものをすべて手に入れようと誓っており、そのためにWとエターナルの戦いの最中、翔太郎たちによって集められたT2ガイアメモリを奪い取る。一方、修羅の道に走ることを決意した後も、わずかながらではあるが正義感は残されており、戦いに巻き込まれた無関係の風都市民、それに追い詰められたWを助けたり、トリガー・ドーパントの攻撃から亜樹子を守るなど、必ずしも悪人とは言いがたい行動をとったりもしていた。
フィリップとの交流の中で少しずつ自分の過ちに気付いていき、物語後半ではエクスビッカーを起動させようとする克己に、その凶行を止めようとNEVERにとっての毒である細胞分解酵素を注入する。しかし、それと引き換えに自らも銃で撃たれ、フィリップへの謝罪と感謝の言葉を残し、彼の腕の中で息を引き取った。
- マリアとフィリップの関係性は、アニメ『銀河鉄道999』におけるメーテルと星野鉄郎のそれを参考にしている。

『エターナル』
NEVERを影から支える姿が描かれている。このころにはすでにNEVERしか仲間として認めない克己に対し、一抹の不安を感じていた。

### NEVERのメンバー
集団としての概要は#世界設定・用語を参照。彼らの生前の様子に関しては『仮面ライダーエターナル』にて描写されている。
- NEVERメンバーの外人部隊の要素は、『地獄の7人』『地獄のヒーロー』『エクスペンダブルズ』シリーズ[11]といったアメリカのアクション映画を、不死身の兵士の要素はこちらもアメリカのSF映画である『ユニバーサル・ソルジャー』を[12]、それぞれモデルとしている[注釈 3]。さらに各キャラクターの個性をアクションを通して強調する基本形として、『秘密戦隊ゴレンジャー』も例として挙げられている[12]。一方で、本作品と同じく坂本が監督を務めた『仮面ライダー平成ジェネレーションズ Dr.パックマン対エグゼイド&ゴーストwithレジェンドライダー』に登場するネクストゲノム研究所のメンバーは、各ライダーに対抗できるだけの個性が必要という面から、NEVERのメンバーが意識されている[14]。

大道 克己（） / 仮面ライダーエターナル
NEVERの隊長で、他の登場人物や『RETURNS』作中における公式文書などでは「風都史上最悪の犯罪者」と言及されている危険人物。変身前後共にコンバットナイフによる格闘術に長けている。また、「さあ、地獄を楽しみな」という決め台詞を持ち、敵へのサムズダウンを行う。また作中ではWから投げつけられた「さあ、お前の罪を数えろ！」の言に対し、「今さら数え切れるか！」と返す一幕も見られた。
風都出身で、回想で見られる少年時代の容姿はフィリップと瓜二つであるが、16歳の時に交通事故で死亡しており、科学者であった母によってネクロオーバーの実験第1号として蘇生を果たす。蘇生後は薬品による細胞増殖で外見的に成長を続けつつ、財団Xによって投資対象候補として過酷な訓練や仕打ちを受け続け、元来の優しい性格は徐々に失われていった。ミュージアムとの投資の競合の末に投資の打ち切りが決定した後、傭兵部隊NEVERを結成し財団Xの元から離反。その後『クオークス事件』などの出来事を経て、わずかに残っていた人間性が失われ、作中で描かれたような冷酷非情な人物へと変貌を遂げる。
財団XからT2メモリ「エターナル」を強奪し、その力で仮面ライダーエターナルに変身、ドーパント軍団を率いて激しい憎悪を抱くガイアメモリとミュージアムの君臨する風都へ侵攻する。T2メモリを手中に収め、エターナルレクイエムの効果によりWとアクセルを無力化させた後、風都タワーを占拠し風都の住民を「箱庭の住人」と称して解放を宣言する。さらにエクスビッカーを起動させ風都の住民をNEVERに変えようとするも、土壇場でマリアの反逆により細胞分解酵素を打ち込まれ崩壊しかける。細胞維持酵素で何とか延命し、風都タワー頂上でWを迎え撃つも、住民たちの声援と風都中の風を受けてパワーアップしたWに敗れ、久しぶりに経験する「死」を感じながら爆発、全てのT2メモリと共に風都の空に散った。
テレビシリーズ第47話に写真のみ登場。
- 松岡は「シャア・アズナブルとベジータを足して2で割った感じ」であるといい、エターナルのスーツアクターを務める渡辺淳は、「悪になりきれない悪」という認識で、カリスマ性のある反抗期の少年をイメージしたという。
- 劇中で大道が着用している青いクロスは、松岡の私物であるという。大道を演じる松岡は、死人という設定から、実際にアクションの際に血が出たことで、スタッフに怒られたといい、ファンデーションを傷口に塗って撮影を続けたという。
- また公式の設定ではないものの、同じく松岡充が後年演じた「仮面ライダー4号」は、松岡が4号と克己の共通点を感じた上で演じており、克己が歴史改変の影響で仮面ライダーエターナルではなく仮面ライダー4号となった可能性を、自身のTwitter上にて示唆している。

『エターナル』
同作品の主人公として登場。NEVERとしての特性から、母親との思い出のオルゴールの曲のことも忘れていたが、体で覚えておりハーモニカで度々演奏していた。このころは過去を失っていくことから明日（未来）への希望を抱いており、ミーナにも希望を持って貰うためにハーモニカを譲り、さらにクオークス候補者たちを立ち上がらせる言葉をかけるなど、ある種の正義感も残していた。しかしプロスペクトがミーナやクオークス候補者たちを皆殺しにしたのをきっかけに、その時に抱いた無力感と絶望感から完全に冷徹非情な人物へと変貌した。
加頭との戦いの際、T1エターナルメモリとの運命を感じ、メモリとロストドライバーを奪いエターナル ブルーフレアに変身する。試作品であるT1エターナルメモリはプロスペクトとの戦闘後に破損したが、ドライバーはそのまま克己の手元に残された。また加頭から風都におけるミュージアムのガイアメモリ実験計画を聞かされたことから、プロスペクトとの戦いの後で最終的な目的地を風都に定めた。
さらにレイカ、京水、賢、剛三との出会いも描かれている他、賢を除いた3人を殺害した人物たちを惨殺したことも明かされた。
克己の過去をミーナによって伝えられた翔太郎とフィリップは、もし一つでも運命が変わっていたら、自分たちと同じように風都を守る仮面ライダーになっていたかもしれないと語り、弔いの花を贈った。

泉 京水（） / ルナ・ドーパント
NEVERのサブリーダーを務める、掴みどころのないオネエ口調で話すオカマ。常にダンスを踊るかのようなステップで移動し、フライング2丁目固めなどの関節技と鞭による戦闘を得意とする。
傭兵部隊であるNEVERには場違いとも言えるコミカルな性格の持ち主で、ムードメーカー的存在でもあるが、克己に対しては非常に厚い忠誠心、もしくは好意を寄せており、彼を「克己ちゃん」と呼ぶ。美形の男、とりわけ美形かつ強い男を好んでおり、火野映司と遭遇し戦闘になった際には「誰？このイケメン」「嫌いじゃないわ！」と、興奮気味に連呼している。
風都タワーの最上部へ向かった克己を追おうとするWを妨害するも、そこに割って入ったオーズに倒され、最後まで克己を想いながら消滅した。
- 台本上では関西弁のオラオラ系であったが、剛三との差別化から、演じる須藤元気の案によりオカマキャラとなったが、関西弁のオカマとなるとクドくなるため、関西弁という設定はなくなったことから、台本と同様の台詞は1つもないという。アフレコでもアドリブが多く入れられた。ディレクターズカット版のオーディオコメンタリーによると、DC版でも使えないようなアドリブもあったという。

『エターナル』
生前は仁義を重んじる昔気質の暴力団組員であったが、組内の抗争に巻き込まれ仲間に刺殺される。その際駆け付けた克己に惚れ、オカマに目覚めたという経緯を持つ。
自らを女（本人曰く「レディー」）であると主張し、「おっさん」呼ばわりされると激しく激高する。また、本人曰く「女には厳しい」らしく、女であるレイカに当初一方的なライバル心を抱いていたが、ビレッジでの戦闘で彼女を仲間として認める。

羽原 レイカ（） / ヒート・ドーパント
NEVERの紅一点。足技などの高度な格闘技を使い、素早い動きを生かした戦闘を得意とするクールビューティーな女戦士。
どこか気だるげに振舞っているが、死者である自分の体温が低いことにコンプレックスを抱いており、それを指摘されると激昂する。それゆえ熱さを求め、「ヒート」に強い愛着を持つ。
物語後半、翔太郎を抹殺するために鳴海探偵事務所を襲撃するが、ジョーカーへの変身を果たした翔太郎との格闘戦の末にライダーキックを喰らって敗れる。その後満身創痍の身で克己の下にたどり着き助けを求めるも、彼からネクロオーバーの身体の真実を聞かされると同時に、用済みといわんばかりにとどめを刺され、翔太郎の腕の中で消滅した。ディレクターズカット版では消滅する寸前、自身を心配する翔太郎を見て「甘すぎ」と言いつつもわずかながらの笑みを浮かべていた。
- 足技を使うことからホットパンツということとなった。

『エターナル』
生前は国際的な連続強盗犯であり、死刑執行時に刑務所を脱走し、克己たちNEVERのメンバーの目前で射殺されるが、天才的な格闘能力の高さを気に入った克己によってNEVERの一員に加えられた。最後に加入したメンバーであるため、当初は他のメンバーとの間に微妙な距離があったが、戦いを通して互いに認め合っていく。劇場版同様気だるげな態度ではあるが、ミーナを気遣ったり、死亡した彼女をネクロオーバーとして蘇らせることを提案するなど、他者を思いやる一面も垣間見せている。

芦原 賢（） / トリガー・ドーパント
NEVERのクールスナイパー。銃撃戦を得意とし、ハンドガンからライフル銃まで幅広く火器の扱いに長けている。
寡黙な性格で極端なまでに口数が少ないが、戦闘・作戦・任務をゲームのように考えており、変身時には「ゲームスタート」と呟く。克己が取引に向かう際には有事に備え、影からの狙撃による護衛を担う。
初戦では通常形態のアクセルを圧倒し、克己の部下の中では最後まで生き残っていたが、風都タワーでのアクセルとの再戦ではトライアルへの変身により攻撃をすべて回避され、マシンガンスパイクを受けて敗北、消滅した。
『エターナル』
劇場版と同じく多彩な銃器を操るほか、ムエタイの蹴り技も得意としており、遠近両方での戦闘が可能。また口数の少なさも劇場版と同様だが、初戦にもかかわらず奮闘したレイカに「グッジョブ」と褒め言葉をかけるという一面を見せた。生前はSWAT所属の特殊部隊隊員にして妻子持ちであり、作戦失敗による死亡時には家族の写真を手にしていた。

堂本 剛三（） / メタル・ドーパント
NEVERの中でも特にパワーに秀でた巨漢。自慢の剛腕を活かした棒術を得意とし、変身せずともWと渡り合えるほどの実力の持ち主でもある。豪快かつ異様にハイテンションな喋り方が特徴。変身の際には自慢の肉体美を誇示するかのように、NEVERのジャケットを豪快に脱ぎ捨てる。
Wとの戦闘の最中、メタルのメモリを偶然にも発見し、一度はルナ・ヒートとともにWを追い詰めるが、後に風都タワーに殴りこんできたジョーカーと一騎討ちの末に、ライダーパンチをクロスカウンターの形で受け敗北、消滅した。
『エターナル』
生前は自然保護を願う村人（木こり）だったが、彼を煙たく思う開発事業者たちに殺害され、その際駆け付けた克己に遺体を回収されNEVERとして蘇生した。その怪力ぶりは同作品でも健在で、ドーパントにも劣らない強さを見せる。またNEVERの中では、なにかとすぐに騒ぎ立てる京水へのツッコミを入れるなど潤滑油的な一面も見せる。

## 仮面ライダー
『仮面ライダーW』の仮面ライダーについては、仮面ライダーWの登場仮面ライダーを参照。『仮面ライダーオーズ/OOO』の仮面ライダーについては、仮面ライダーオーズ/OOO#仮面ライダーオーズを参照。
本節では、本作品に登場するオリジナルフォーム・オリジナルライダーについて記述する。

### 仮面ライダーW サイクロンジョーカーゴールドエクストリーム
仮面ライダーエターナル ブルーフレア最強形態によって絶体絶命に陥ったW サイクロンジョーカーエクストリームが、"仮面ライダー"の勝利を願う風都の人々の祈りを乗せた風をエクスタイフーンに取り込み、さらなる進化・覚醒を遂げた形態。略称CJGX。
クリスタルサーバーの色が金色に変色し、背中に生えたマフラーのような3対の翼は、ガイアプロセッサと同様のディテールとなっている。この翼により空中を自由自在に飛翔でき、全形態の中で唯一自力での空中戦を可能とする。また、この翼はクリスタルサーバーに収納することもできる。
本作品以外にも『オーズ&ダブル feat.スカル』の『MOVIE大戦CORE』、『ウィザード&フォーゼ』の『MOVIE大戦アルティメイタム』にも登場。このうち前者では、オーズがタジャドルコンボに変身した際に発生したエネルギーを吸収する形で変身した。
PS3ゲーム『仮面ライダー バトライド・ウォーII』にも登場。本来、技は1つしかないが、その飛翔能力をモチーフにした技が追加された。
- 3DCGと、サイクロンジョーカーエクストリームのスーツを合成で色変えしたもの（羽根はCG）によって表現された[30]。

マキシマムドライブ
ゴールデンエクストリーム
両足に金色のエネルギーを纏い、背中の翼で飛翔しながら強力な両足蹴りを叩き込む。通常のマキシマムドライブではメモリブレイク不可能なT2ガイアメモリ全26本を、一撃でメモリブレイクするほどの威力を有する。本作品では風都の風を受けてすでにエクストリームメモリのエクスタイフーンが回転していたため、通常のマキシマムドライブ発動のプロセスを経ることなく放ったが、『オーズ&ダブル feat.スカル』の『MOVIE大戦CORE』でのダブルライダーキック時には発動プロセスを経てこの技を放っている。

### 仮面ライダーエターナル
大道克己が、ロストドライバーとエターナルメモリを使用して変身する仮面ライダー。「いずれ全てのガイアメモリを支配する存在」として財団Xが開発したことが、『エターナル』にて加頭の口から語られている。
ボディカラーは白。これは仮面ライダーWの持つ6つのガイアメモリやそれに対応したNEVERのドーパントたちと被らないように配慮されたもので、本作品にはファング・ドーパントが登場しないことから選ばれた。ただしエターナルの白はファングとは異なり、パールの強い色となっている。左右がつながった黄色の複眼ワイドレンジアイはティアドロップのサングラスがモチーフ。また、仮面ライダーアクセルが「1」、Wが「2」をキーワードとしているのに対し、エターナルは「3」をデザインの象徴としており、頭部には三叉の触覚トライデントフィーラーがある。これはエターナルの頭文字「E」を横倒しにした形状でもある。
変身時には風が巻き起こり、同時に青い炎も発する。また変身中は克己の声が拡声器を通したような、強いエフェクトがかかった音声へと変換される。
初登場となった本作品では、風都を地獄に変えようとした「悪の仮面ライダー」として描かれていた一方、『エターナル』では実験台にされていたクオークス候補者たちを救おうとした「みんなの英雄」としての側面も描かれており、同作品にて翔太郎は「少しでも運命が変わっていたら、風都を守るヒーローになっていたかもしれない」と評している。
- Wのマフラーに対して何かなびくものとして、マントを付けており、弾帯も「メモリハンター」というイメージで、体中に奪ったメモリを付けるために付けている[36]。
- 体中のメモリスロットは、メモリを固定したプロップは制作されておらず、実際にスロットインが可能[37]。
- サムズダウンは、エターナルのスーツアクターを務める渡辺淳が撮影会の際に「みんな終わりにしてやる」というイメージで撮影したものであるという[16]。
- 克己を演じる松岡充の新ユニット「Mitsuru Matsuoka EARNEST DRIVE」の紹介サイトでは、仮面ライダー史上最強にして最凶と称されている[38]。また名称は松岡が所属するロックバンドSOPHIAのファンクラブ「Eternal」と一致しているが、こちらは偶然である[39]。

フォーム
ブルーフレア
大道克己が変身する形態。「ブルーフレア」の名称の初出は『エターナル』であり、同作品における基本変身形態「レッドフレア」の登場に伴っての命名となっている。克己自身の身体能力と相まって、劇中に登場したライダーやドーパントの中でもトップクラスの戦闘能力を発揮しており、実際に『エターナル』では「克己のエターナルメモリとの高い適合率によって、メモリの力を最大限に引き出した究極の姿」と説明されている。
フレイムアームと呼ばれる腕や、両足のエターナルアンクレットにはその名を表すかのように青の炎が刻印されている。胸にはマックスジャケット、右腕にはアーム・マックスベルト、左腿にはサイ・マックスベルトというマキシマムスロットのマウント用ベルトを装着している。また普段はあらゆる攻撃を無効化する黒いマント・エターナルローブをまとっているが、自身のメモリの効果をも無効化してしまうため、ネバーエンディングヘルを発動する際には脱ぎ捨てる必要がある。
『エターナル』では腕や足に青い炎を纏った打撃を披露した。
また専用武器としてエターナルエッジを装備しており、これを用いた近接格闘戦を変身前と同様に得意とする。
ブルーフレア最強形態
ロストドライバーとコンバットベルトのマキシマムスロットに、エターナルメモリを除く全てのT2ガイアメモリを装填した状態で、これによりプリズムメモリをも凌駕する同調能力で26のT2ガイアメモリをシンクロさせて全T2メモリの力を解放すると同時に、全身に緑色のオーラエターナルウェーブを纏っている。またこの形態時には複眼が常に黄色く発光している。
エターナルメモリ単独でも非常に高い戦闘能力を、この形態ではさらに底上げすることが可能。最終決戦ではエクスビッカーで増幅されたエターナルウェーブを全て吸収し、自らの身体を触媒とした、エターナルウェーブを散布するネクロオーバーの製造マシンと化した。必殺技を発動する際にはエターナルメモリのマキシマムドライブも加えて行う。

ツール
ロストドライバー
ジョーカーやスカルと同型の変身ベルト。元々は加頭が所持していた物であることが『エターナル』にて明かされている。マキシマムスロットにメモリを装填することにより、メモリ固有のマキシマムドライブを発動可能。
エターナルメモリ（E / 白）
「永遠の記憶」を宿したガイアメモリ。ロストドライバーに装填、展開した時の角度に合わせて斜めに描かれたイニシャル「E」は、無限回廊をイメージしている。
本作品では前述のT2エターナルメモリが登場。『エターナル』では試作型として、Wのソウルメモリと同様にプラチナ端子を持つ「T1エターナルメモリ」が登場。こちらは試作品のため、克己が最大限に発揮したパワーに耐え切れず、ユートピア、アイズとの連戦を終えると破損してしまった。
エターナルエッジ
エターナル専用のコンバットナイフ型エネルギーナイフで、ブルーフレア以降の形態で使用される。グリップの部分には専用のマキシマムスロットが設けられており、そこにはエターナルメモリを装填し、それ以外のメモリはロストドライバーを使用する。
『エターナル』では投擲攻撃や青いエネルギー刃を飛ばす攻撃も披露している。
- 玩具化の予定のないアイテムであったため、ミリタリー色の強い造形となっている。マキシマムスロットはトリガーマグナムと同様にシャッター状のディテールが裏面に施される。

マキシマムドライブ
括弧内は使用フォーム・使用メモリ。
エターナルレクイエム（ブルーフレア / エターナルメモリ）
T1エターナルメモリで発動すると、敵1体のガイアメモリを無力化する。物理的な攻撃力やメモリブレイク機能は有していないが、『エターナル』ではその効果でアイズ・ドーパントの力が消え掛かっている最中に、マキシマムドライブのエネルギーを足先に集中させた跳び回し蹴りを叩き込むことにより、敵に強烈なダメージを負わせてメモリブレイクするという応用も見せた。
T2エターナルメモリで発動した際は、風都にあるすべてのT2以前のガイアメモリを機能停止させた。
コークスクリューパンチ（ブルーフレア / T2ユニコーンメモリ）
右拳に螺旋状のオーラを纏い、パンチを叩き込む。
正式名称不明（ブルーフレア / T2ゾーンメモリ）
T2ゾーンメモリ以外の全てのT2ガイアメモリを自らの元へ転送し、全身のマキシマムスロットに装填する。ブルーフレア最強形態への変身に使用されるほか、エクスビッカーに装填された際も同様の効果を発揮し、エクスビッカーを起動させた。
ブラッディヘルブレイド（ブルーフレア最強形態 / 全T2メモリ）
エターナルウェーブをエターナルエッジの刀身に収束して敵を斬り裂く。
ネバーエンディングヘル（ブルーフレア最強形態 / 全T2メモリ）
エターナルウェーブを収束して巨大な緑の破壊光球として放ち、敵を粉砕する。

## T2ドーパント
T2ガイアメモリを使用したユーザーが変身したドーパントの総称。
- アイスエイジ・ドーパント
- バイオレンス・ドーパント
- ウェザー・ドーパント
- ナスカ・ドーパント

### NEVER
NEVERの幹部が変身する、強力な力を秘めた5体のドーパント。各ドーパントともWの所有するメモリと重複する能力を備え、基本カラーもメモリの色に準じている。NEVERのメンバーは最初に回収したメモリに何かしらの運命を感じ使用しており、Wも初めて対峙したときに自身と同じ属性のメモリを使用し、その余りの偶然ぶりに驚かされていた。

ルナ・ドーパント
泉京水がT2メモリ「ルナ」を額に挿入して変身。
両腕を自在に伸縮させたり、分身としてマスカレイド・ドーパントの幻影を複数生成するなど、数々の特殊能力により相手を幻惑する。
- 参謀のような感じのため、あまり動かさないようにして、W同様、最初から両腕を伸ばしている。
- PS3・PS Vita用ゲーム『スーパーヒーロージェネレーション』では前田邦宏が声を担当。

ヒート・ドーパント
羽原レイカがT2メモリ「ヒート」を左鎖骨部に挿入して変身。
高熱や炎を操り、素早い動きを生かした蹴り技などの格闘技を駆使して闘う。また、赤いオートバイに乗っての戦闘も得意としている。
- デザインのコンセプトは女性が変身するため、「女ライダー」のイメージとして描かれた。
- PS3・PS Vita用ゲーム『スーパーヒーロージェネレーション』では新井美羽が声を担当。

トリガー・ドーパント
芦原賢がT2メモリ「トリガー」を右掌に挿入して変身。
NEVERのドーパント中最強の攻撃力の持ち主で、ライフル状の右腕による銃撃戦を得意とする。
- デザインは、「狙撃手」「狙撃兵」のイメージを出すため、他のドーパントより「メカらしさ」が強調されたものとなっている。

メタル・ドーパント
堂本剛三がT2メモリ「メタル」を背中に挿入して変身。
堅牢な肉体と専用武器のハンマー型ロッドメタルシャフトやクローを武器とする。
- 鈍い鉄とステンレスのような光る金属を配置している。

サイクロン・ドーパント
マリア・S・クランベリーがT2メモリ「サイクロン」をうなじに挿入して変身。
小柄かつ細身な体躯を有し、気圧を操作して疾風を起こしてスピーディーな戦闘を得意とする。
- 左半分を渦巻いている感じのサイクロンにして、右半分をライダーにしている。

## T2ガイアメモリ
読みは「ティーツーガイアメモリ」。かつてシュラウドが開発に着手しながらも封印していたメモリのテクノロジーを、財団Xが独自に分析・応用して完成させた次世代ガイアメモリで、T2もそれを意味する「ガイアメモリ・タイプツー」を略したものである。端子がメタリックブルーである点を除き、形状はWやアクセルなどが所有するメモリに準じる。また、内包されている地球の記憶もT1とは一部が異なるほか、ファングやエクストリームなどの異形なガイアメモリも形状が統一される。
相性のいい人間と引き合う性質を持っており、生体コネクタ処置のプロセスを経ることなく自動的に体内へと挿入、本人の意思にかかわらずこれをドーパントへと変化させる。また変身したT2ドーパントがライダーのマキシマムドライブで倒されても、メモリが排出されるだけでメモリブレイクは不可能である高性能なメモリとなっている。

### T2ガイアメモリ一覧
- 以下の一覧に記載する内容は、基本的に映画パンフレットおよび『仮面ライダーW超全集』（小学館）の記述に基づく物である[8][51]。
- 劇中また一部仮面ライダーエターナルが使用した場合の効果についても記述する。

| 名前      | 記憶        | 能力 | 部位                              | 備考 |
| --------- | ----------- | --- | --------------------------------- | ---- |
| Accel     | 加速        | 身体能力を強化し、加速能力を与えて高速移動を可能にする | 「右胸」                          |      |
| Bird      | 鳥 始祖鳥   | 飛翔能力を与える | 「右胸」                          |      |
| Cyclone   | 風          | 疾風を引き起こしてスピードを高め、風を自由自在に操る能力を与える | 「右胸」                          |      |
| Dummy     | 偽物 複製品 | 他人・物体に擬態する能力を与える | 「右胸」                          |      |
| Eternal   | 永遠        | マキシマムドライブエターナルレクイエム発動時は、T2以前の全ガイアメモリの能力を永続的に機能停止させる 全T2メモリを集結させたブルーフレア最強形態では、マキシマムドライブ発動でブラッディヘルブレイドおよびネバーエンディングヘルを発動する | 「ロストドライバー」              |      |
| Fang      | 牙          | 闘争本能を増幅させ、全身に鋭利な刃を発生させる | 「右胸」                          |      |
| Gene      | 遺伝子      | 遺伝子操作能力を与える | 「左胸」                          |      |
| Heat      | 熱          | 感情を昂ぶらせ、高熱・炎を自在に操る能力を与える | 「左胸」                          |      |
| Iceage    | 氷河期      | あらゆる物体を氷結させる能力を与える | 「左胸」                          |      |
| Joker     | 切り札      | 身体能力・運動能力を高め、格闘戦の技術を強化する マキシマムドライブ発動で「ライダーキック」および「ライダーパンチ」を発動する | 「左胸」                          |      |
| Key       | 鍵          | 解除能力・目標の対象物を探し当てる索敵能力を与える | 「左胸」                          |      |
| Luna      | 幻想        | 分身・人体の伸縮といった幻想的な能力を与える | 「右腕」                          |      |
| Metal     | 闘士        | 鋼鉄の肉体・怪力を持つ闘士に変化させる | 「右腕」                          |      |
| Nasca     | ナスカ文明  | ナスカ文明の剣士に変化させ、飛翔能力・超高速戦闘能力を与える | 「右腕」                          |      |
| Ocean     | 大洋        | 水弾の発砲・体を液体化させる能力を与える | 「右腕」                          |      |
| Puppeteer | 人形遣い    | 対象物を人形のように意のまま操る能力を与える | 「背中」                          |      |
| Queen     | 女王        | 鉄壁のバリアーを発生させ、敵の攻撃を防ぐ | 「背中」                          |      |
| Rocket    | ロケット    | 攻撃対象にミサイルを発射する | 「背中」                          |      |
| Skull     | 骸骨        | 骨格を中心に人間の肉体を強化し、身体能力を極限まで引き出す | 「背中」                          |      |
| Trigger   | 銃撃手      | 銃撃能力を与え、射撃力を強化させる | 「左腿」                          |      |
| Unicorn   | 一角獣      | パンチなどの打突攻撃の破壊力を高める マキシマムドライブ発動で螺旋状オーラを纏ったコークスクリューパンチを放つ | 「左腿」                          |      |
| Violence  | 暴力 戦争   | 全身の筋力を強化し、特に腕力を最も強化させる | 「左腿」                          |      |
| Weather   | 気象        | 雨・竜巻・雷・雪といった全ての気象現象を自由自在に操る | 「左腿」                          |      |
| Xtreme    | 無し        | 他のメモリの能力を取り込み、そのメモリの力を極限まで引き出す | 「左腿」                          |      |
| Yesterday | 昨日        | 発動された対象の記憶を操作し、昨日と同じ行動を繰り返させる | 「左腿」                          |      |
| Zone      | 地帯        | 任意の対象物を自由に他の場所へ転送する マキシマムドライブの発動で26個全てのT2ガイアメモリを集結させる | 「右腰」 （「ロストドライバー」） |      |

## 世界設定・用語
NEVER（）
本作品が初出となる用語で、作中では以下の2つの事柄を指して用いられる。
生物兵器
正式名称「NECRO-OVER（）」。細胞維持酵素などの化学薬品とクローニング技術を駆使した死亡確定個体復環術によって、死者が蘇生した存在である。
身体能力は生前の数倍に増幅され、通常兵器を一切受け付けない高い耐久性と驚異的な再生能力を持ち、さらに死に対する恐怖心も喪失する。ドライバー・コネクタを介してのガイアメモリの使用も可能となっている。
一方で新陳代謝が無く肉体的に成長しない点や、徐々に生前の記憶や人間性が失われる点、それに定期的な細胞維持酵素の注入を怠ったり、細胞分解酵素を注入されたり、肉体の許容限界を越えるダメージを受けた場合は消滅してしまう点など、欠点や弱点も存在する。
開発者はプロフェッサー・マリアで、その危険性ゆえに一時は封印されていたが、一人息子である克己の死を切っ掛けに、財団Xの投資によって研究を再開し完成に漕ぎ着けた。後に能力の多様性の点でガイアメモリに劣ると判断され、投資対象から外された。
傭兵集団
本作品における最大の敵にして、世界各国で傭兵として破壊活動を行っている凶悪な国際的な傭兵集団。ネクロオーバーの研究資金を得ると共に、本来の目的たるネクロオーバーの実戦調整を兼ねて、傭兵としての活動を行ってきた。
財団Xから離反した大道母子によって結成され、リーダーである克己自身がメンバーを見出し現在の構成になった。メンバー全員がネクロオーバーであり、高度な格闘術・銃火器の扱いに長けた戦いのプロフェッショナルでもある。
林檎を突き刺さした剣に、それを取り囲む4匹の蛇の図柄がエンブレムとして用いられている。林檎は禁断の実で、それに突き刺さっている剣が克己を、4匹の蛇がメンバー4人をそれぞれ指しているとされる。

エクスビッカー
NEVERの最終兵器であるマルチマキシマムドライブシステム。装填された26本のT2ガイアメモリを同時にドライブさせ、それによって生じた巨大なガイアフォースをエターナルウェーブに転換、瞬時に人間をネクロオーバーに変える屍化光線を放つ特殊光線兵器となっている。開発にはミュージアムから財団Xへの報告書に添付されていた、エクストリーム理論の資料が基となっている。
風都タワーをNEVERが占拠したのもこのシステムを使用するためで、設置するにあたりタワーも一部が改造されている。また「地球の本棚」を持つフィリップは、T2メモリと併せてこのシステムを起動させる重要な制御装置であり、そのためにT2メモリを収集しさらにフィリップを拉致している。しかしシステムに組み込まれたフィリップが反撃に転じたことにより、逆にエターナルメモリをハッキングされてエターナルレクイエムを無効化されるという事態を招いてしまった。

財団X
テレビシリーズにも登場する闇の組織。死の商人としての側面も持ち合わせており、かつてはNEVERのスポンサーでもあった。物語冒頭では下記の輸送機でT2ガイアメモリを財団本部へ移送していたが、その途上で克己の強襲に遭いエターナルメモリを奪取され、残りも風都全土に飛散するという事態に見舞われてしまう。

財団X輸送機
財団Xの保有する輸送機。外観はAH-64D アパッチ・ロングボウであるが、機内は一般的なヘリコプターに準じたものとなっている。本作品の他にも、『仮面ライダーエターナル』や『仮面ライダー×仮面ライダー フォーゼ&オーズ MOVIE大戦MEGA MAX』などにも登場。

国際特務調査機関
NEVERのような世界規模で悪事を行う国際犯罪者の追跡や確保を任務とする機関。膨大なコネクションを有する。

## キャスト
- 仮面ライダーW / 左翔太郎 - 桐山漣
- 仮面ライダーW / フィリップ[注釈 19] - 菅田将暉
- 鳴海亜樹子 - 山本ひかる
- 仮面ライダーアクセル / 照井竜 - 木ノ本嶺浩
- 園咲冴子 - 生井亜実
- 園咲若菜 - 飛鳥凛
- ウォッチャマン - なすび
- サンタちゃん - 腹筋善之介
- 真倉俊 - 中川真吾
- クイーン - 板野友美（AKB48）
- エリザベス - 河西智美 （AKB48）
- マリア・S・クランベリー - 杉本彩
- 泉京水 - 須藤元気
- 羽原レイカ - 八代みなせ
- 芦原賢 - 出合正幸
- 堂本剛三 - 中村浩二
- 鈴宮くるみ - 黒沢美香
- 田端 - 竹岡常吉
- 英汰の母 - 小野友紀
- 英汰 - 佐藤詩音
- 仮面ライダーオーズ / 火野映司 - 渡部秀（特別出演）
- 刃野幹夫 - なだぎ武（ザ・プラン9）
- 園咲琉兵衛 - 寺田農
- 仮面ライダーエターナル / 大道克己 - 松岡充

### 友情出演
- 和泉優子 - 妹尾友里江
- 楠原みやび - 川田希
- 楠原あすか - 大村らら
- 星野千鶴 - 藤沢玲花
- 浅川麻衣 - 乙黒えり
- 浅川勇三 - 加藤満
- 江草茜 - 今野真菜
- バーバー「風」のマスター - あご勇
- ジミー中田 - 冨田佳輔
- 墨田ゆきほ - 中野公美子
- リリィ白銀 - 長澤奈央
- フランク白銀 - 山野史人
- 雪村姫香 - 麻生夏子
- 赤城教授 - 西冬彦
- 島本凪 - 和川未優

### 声の出演
- ナレーター、ガイアメモリ[注釈 1] - 立木文彦
- オースキャナー音声 - 串田アキラ[注釈 1]

### スーツアクター
- 仮面ライダーW[出典 6]、仮面ライダージョーカー[出典 7]、仮面ライダーオーズ[54] - 高岩成二
- 仮面ライダーアクセル[54]、仮面ライダースカル[54] - 永徳
- 仮面ライダーエターナル[出典 8] - 渡辺淳
- サイクロン・ドーパント[54] - 藤田慧
- ルナ・ドーパント[54][21] - 藤井祐伍
- ヒート・ドーパント[54] - 人見早苗
- トリガー・ドーパント[54][60] - 伊藤教人
- メタル・ドーパント[54] - 横田遼
- ふうとくん[54] - 神尾直子
- 佐藤義夫
- 金田進一
- 向田翼
- 白崎誠也
- 村岡弘之
- おぐらとしひろ
- 本多剛幸
- 石井靖見
- 村岡友憲
- 渡邉昌宏
- 野川瑞穂
- 細川晃弘
- 村井亮
- 橋口未和
- 五味涼子
- 下園愛弓
- 玄也
- 高田将司
- 金子佳代
- 竹中寛幸
- 浅井宏輔
- 蔦宗正人
- 内川仁朗
- 遠藤誠
- 片伯部浩正
- 南誉士広
- 大岩剣也
- 岡田貴善
- 渡辺隼斗
- 神前元
- 岡田和也
- 中村博亮
- 関谷健利
- 金子起也

## スタッフ
- 製作 - 鈴木武幸（東映）、平城隆司（テレビ朝日）、高橋浩（東映アニメーション）
- 企画 - 遠藤茂行（東映）、桑田潔（テレビ朝日）、日達長夫（東映ビデオ）、篠田芳彦（アサツー ディ・ケイ）、松田英史（東映エージエンシー）、竹中一博（バンダイ）
- エグゼクティブプロデューサー - 杉山登（テレビ朝日）
- スーパーバイザー - 小野寺章
- プロデュース - 塚田英明・高橋一浩（東映）、本井健吾（テレビ朝日）
- 原作 - 石ノ森章太郎（石森章太郎プロ）
- 脚本 - 三条陸
- 音楽 - 中川幸太郎、鳴瀬シュウヘイ
- 撮影 - 倉田幸治
- 照明 - 斗沢秀
- 美術 - 大嶋修一
- 録音 - 畑幸太郎
- 編集 - 長田直樹
- 整音 - 曽我薫
- 助監督 - 伊藤良一、谷口昌史
- スクリプター - 國米美子
- 制作担当 - 東正信
- ワイヤーアクションコーディネーター - 小池達朗（アルファスタント）
- 3D技術コーディネーター - 小林真吾
- ラインプロデューサー - 道木広志
- 音響効果 - 大野義彦（大泉音映）
- 絵コンテ - なかの★陽
- ガンエフェクト - 納富貴久男（BIG SHOT）
- プロデューサー補 - 望月卓
- ドーパントデザイン - 寺田克也
- キャラクターデザイン - 早瀬マサト（石森プロ）、田野部尚伯・高木義弘（PLEX）
- 仮面ライダーオーズ
  - 演出協力 - 田﨑竜太
  - プロデュース協力 - 武部直美
- 劇場版「W・ゴセイジャー」製作委員会（東映、テレビ朝日、東映アニメーション、東映ビデオ、アサツー ディ・ケイ、東映エージエンシー、バンダイ）
- 製作プロダクション - 東映テレビ・プロダクション
- 特撮監督 - 佛田洋
- アクション監督 - 宮崎剛（ジャパンアクションエンタープライズ）
- 監督 - 坂本浩一
- 配給 - 東映[注釈 1]

## 音楽
主題歌「W」
作詞 - 松岡充 / 作曲 - 都啓一 / 編曲 - 松岡充 / 歌 - 松岡充
PVでは、劇場版でエターナルが最後のメモリ回収を宣言した時と同時間、たまたまメモリを持っていた少年が追われることになるエピソードが描かれており、作中で使われたシーンも流用されている。

挿入歌「W-B-X 〜W-Boiled Extreme〜」
作詞 - 藤林聖子 / 作曲 - 鳴瀬シュウヘイ / 編曲 - TAKUYA、鳴瀬シュウヘイ / 歌 - 上木彩矢 w TAKUYA
オープニングにおけるWの紹介、そしてクライマックスでのWとエターナルの決戦にそれぞれ使用された。

## 映像ソフト化
- 撮影報告書 メイキング・オブ・仮面ライダーW FOREVER AtoZ/運命のガイアメモリ（DVD1枚組、2010年7月21日発売）
  - 撮影風景のドキュメンタリー、スタッフやキャストのインタビューを収録。
- ネット版 仮面ライダーW FOREVER AtoZで爆笑26連発（DVD1枚組、2010年12月3日発売）
  - スピンオフネットムービー全26話を収録。
  - 映像特典
    - 悪夢なのH / 絵心王子は誰だ? -完全版-
    - PR集

  - 初回限定特典
    - 幻のシナリオ「街角バラエティ ふうとくん散歩」ミニチュア台本
- 仮面ライダーW FOREVER AtoZ/運命のガイアメモリ 通常版（1枚組、2011年1月21日発売、Blu-ray / DVDでリリース）
  - 本編：劇場公開版本編を収録
  - 映像特典
    - TRAILER
- 仮面ライダーW FOREVER AtoZ/運命のガイアメモリ コレクターズパック（3枚組、2011年1月21日発売、Blu-ray / DVDでリリース）
  - ディスク1：本編ディスク（通常版と共通）
  - ディスク2：特典DVD1
    - 撮影報告書 メイキング・オブ・仮面ライダーW FOREVER AtoZ/運命のガイアメモリ 補完版

  - ディスク3：特典DVD2
    - 製作発表記者会見
    - 完成披露試写会舞台挨拶
    - 公開初日舞台挨拶
    - 大ヒット御礼舞台挨拶
    - TV SPOT
    - DATA FILE
    - POSTER GALLERY

  - 初回限定特典
    - チェンジングカード型ライナーノーツ
    - 特製スリーブケース
- 劇場版 仮面ライダーW・天装戦隊ゴセイジャー 3D（Blu-ray 3D1枚組、2011年2月11日発売）
  - 3D版の本編と『天装戦隊ゴセイジャー エピックON THEムービー』3D版を収録。また2D再生にも対応するなど、劇場上映と同じ方式での収録となった。
  - 映像特典
    - TRAILER ver.3D
    - 3D館上映前キャストコメント

  - 初回限定特典
    - 3Dジャケット仕様
- 仮面ライダーW FOREVER AtoZ/運命のガイアメモリ ディレクターズカット版（DVD1枚組、2011年6月21日発売）  
  - 本編：約20分の未公開シーンや追加バトルシーンの収録、エンドロールと本編を独立させるなどの再編集を施した本編を収録
  - 音声特典
    - オーディオコメンタリー（監督：坂本浩一×プロデューサー：塚田英明）

  - 初回限定特典
    - 坂本浩一監督直筆3Dシーンイメージボード集（16P）
- 仮面ライダーW THE MOVIE ディレクターズカット Blu-ray BOX feat.ディケイド&オーズ（3枚組、2022年7月13日発売）
  - ディスク1：『仮面ライダー×仮面ライダー W&ディケイド MOVIE大戦2010』ディレクターズカット版Blu-ray
    - 音声特典
      - オーディオコメンタリー（監督：田﨑竜太 / DVD版と共通）

  - ディスク2：『仮面ライダーW FOREVER AtoZ/運命のガイアメモリ』ディレクターズカット版Blu-ray
    - 音声特典
      - オーディオコメンタリー（監督：坂本浩一×プロデューサー：塚田英明 / DVD版と共通）

    - 映像特典
      - ネット版 仮面ライダーW FOREVER AtoZで爆笑26連発

  - ディスク3：『仮面ライダー×仮面ライダー オーズ&ダブル feat.スカル MOVIE大戦CORE』ディレクターズカット版Blu-ray
    - 音声特典
      - オーディオコメンタリー（監督：田﨑竜太 / DVD版と共通）

  - 初回限定特典
    - ブックレット

## 他媒体展開

### ネットムービー
『ネット版 仮面ライダーW FOREVER AtoZで爆笑26連発』（ネットばん かめんライダーダブル フォーエバー エートゥーゼットでばくしょう26れんぱつ）は、2010年7月16日より東映特撮BBやテレ朝動画などで有料配信された、全26話のスピンオフネットムービー。『W』の主要な登場人物による、5コーナーからなるショートコメディコント集。
有料配信終了後も、YouTubeの「東映特撮 YouTube Official」にて2017年1月3日から4月4日まで無料配信が行われ、2019年1月22日から再配信が行われている他、ニコニコ動画の「東映特撮ニコニコおふぃしゃる」でも2012年9月21日から12月14日まで期間限定で無料配信が行われた（後に有料配信へ移行）。YouTube、ニコニコ動画とも公式配信に際してはアルファベット順ではなく、初回配信された当時のスケジュール順（下記参照）に準じている。

#### キャスト（ネットムービー）
- 仮面ライダーW / 左翔太郎 - 桐山漣
- 仮面ライダーW / フィリップ - 菅田将暉
- 鳴海亜樹子 - 山本ひかる
- 照井竜 - 木ノ本嶺浩
- 園咲霧彦 - 君沢ユウキ
- 園咲冴子 - 生井亜実
- 園咲若菜 - 飛鳥凛
- 井坂深紅郎 - 檀臣幸
- 刃野博士 - なだぎ武（ザ・プラン9）
- 真倉助手 - 中川真吾
- 加頭順 - コン・テユ
- ウォッチャマン - なすび
- 風麺マスター - どうきひろし
- シュラウドの声 - 幸田直子
- スミロドンの声 - 高戸靖広
- ミック - ブリちゃん（ZOO動物プロ）
- ガイアメモリの声 - 立木文彦
- アルファベットの声 - 斉木美帆
- ナレーション - 掛川裕彦

#### スーツアクター（ネットムービー）
- 永徳
- 渡辺淳
- 小野友紀
- 神尾直子
- 藤井祐伍
- おぐらとしひろ
- 橋口未和

#### スタッフ（ネットムービー）
- 原作 - 石ノ森章太郎
- 脚本 - 三条陸（ドーパント診断）、番場葉子（霧彦の部屋）、木原大輔（ライダーアカデミー）、山辺浩一（ガイアメモリ研究所）
- 構成（絵心バトル） - 本井健吾
- 監督 - 山口恭平

#### コーナー
シュラウドの私が仮面ライダーアカデミーを開いたら…生徒亜樹子
亜樹子が生徒となり、シュラウドから本作品のライダー（+α）の秘密について教えてもらう。毎回後半では「緊急抜き打ちテスト」と称してシュラウドからクイズが出題される。

刃野博士と真倉助手のガイアメモリ研究所
刃野、真倉が研究員に扮し、今日も恐怖（？）のガイアメモリ実験を開始する。毎回、最後に刃野、真倉が強制的にドーパントに変身させられるオチとなっている。ちなみにコーナーオリジナルのドーパントであるが、中には変身というより化粧や着ぐるみをしただけのコスプレもある。

霧彦の部屋 THE トークリベンジ
テレビシリーズの登場人物である園咲霧彦が、毎回ミュージアムに関わった面々をゲストに迎え対談する。毎回、霧彦は未公開映像や舞台裏のスタッフの証言などからゲストをからかったり鬱憤を晴らし、逆に堪忍袋の緒が切れた相手に制裁を加えられて終了する。負傷した怪我は翌話に持ち越される。霧彦と井坂はテレビで死んでいるため頭に天使の輪や三角巾をつけている。

ドーパント開業医・井坂深紅郎
悩めるドーパントが病院を訪れ、井坂に診察してもらう。ドーパントは徐々に井坂に恐怖を感じ、能力を駆使して井坂を退場させる。

絵心バトル IN 鳴海探偵事務所
翔太郎、フィリップ、竜、亜樹子の4人が、記憶だけを頼りにお題をイラストで描いて勝負する。出題者はウォッチャマン、審査員はお題となったドーパントや撮影関係者がそれぞれ担当する。審査員によって、最も絵が上手い人物と、逆に最も下手だった人物を任命。最下位となった1名を除く上位3名は、お題と縁のある、作中で実際に登場した料理を堪能する。対して最下位となった者には、同義となる貧相な料理を渡される。

#### サブタイトル
| 話 | サブタイトル                           | 配信日         | 配信日    | コーナー   | 登場ゲスト                                                     | 紹介メモリ     |
| -- | -------------------------------------- | -------------- | --------- | ---------- | -------------------------------------------------------------- | -------------- |
| 1  | 所長A / パパッと止めるタイマー         | 2010年 7月16日 | 第1回配信 | アカデミー | 仮面ライダーアクセルトライアル                                 | アクセル       |
| 2  | 博士がよろこぶB / 今、モグモグの中で   | 2010年 7月16日 | 第1回配信 | 研究所     | ビーン・ドーパント                                             | バード         |
| 3  | Cな妹 / ミステリー・クレイドール       | 2010年 7月16日 | 第1回配信 | 部屋       | 園咲若菜                                                       | サイクロン     |
| 4  | Dが来ていた / 変幻マジカルボディ       | 8月13日        | 第5回配信 | 診断       | ダミー・ドーパント ウェザー・ドーパント                        | ダミー         |
| 5  | Eが呼ぶ危機 / 永遠を盗んだ男           | 7月30日        | 第3回配信 | アカデミー | 仮面ライダーエターナル                                         | エターナル     |
| 6  | Fの蛮行 / 強風なんだ!                  | 8月20日        | 第6回配信 | 部屋       | ふうとくん                                                     | ファング       |
| 7  | Gは不可能 / バッドピクチャーパラダイス | 7月23日        | 第2回配信 | 絵心       | ジーン・ドーパント                                             | ジーン         |
| 8  | 悪夢なのH / 絵心王子は誰だ?            | 8月13日        | 第5回配信 | 絵心       | ホッパー・ドーパント テラー・ドーパント（写真のみ）            | ヒート         |
| 9  | Iがたまらない / 奇人ドクターの流儀     | 7月23日        | 第2回配信 | 診断       | アイスエイジ・ドーパント バイラス・ドーパント（写真のみ）      | アイスエイジ   |
| 10 | Jの追求 / もう1つの切り札              | 7月23日        | 第2回配信 | アカデミー | 仮面ライダーW サイクロンジョーカー 仮面ライダージョーカー      | ジョーカー     |
| 11 | Kが寝ぼけたもの / あくまでも実験       | 7月23日        | 第2回配信 | 研究所     | 歌舞伎・ドーパント                                             | キー           |
| 12 | 口直しにLを / 変わり種はおまえだ       | 7月16日        | 第1回配信 | 診断       | ライアー・ドーパント ルナ・ドーパント マスカレイド・ドーパント | ルナ           |
| 13 | Mに手を出すわ / お絵描きで勝負         | 7月16日        | 第1回配信 | 絵心       | マネー・ドーパント（写真のみ）                                 | メタル         |
| 14 | さけべNよ! / 災難は加頭と共に          | 8月13日        | 第5回配信 | 部屋       | 加頭順                                                         | ナスカ         |
| 15 | 現われたO / ヤツの名はオーズ           | 8月13日        | 第5回配信 | アカデミー | 仮面ライダーオーズ タトバコンボ                                | オーシャン     |
| 16 | Pの悪戯 / ミックは手くせが悪い         | 8月6日         | 第4回配信 | 部屋       | ミック スミロドン・ドーパント                                  | パペティアー   |
| 17 | デレデレでQ / 狙われたクイーン         | 7月30日        | 第3回配信 | 研究所     | クイーン・ドーパント エリザベス・ドーパント                    | クイーン       |
| 18 | Rの方へ / 全てを描き切れ               | 7月30日        | 第3回配信 | 絵心       | リボルギャリー                                                 | ロケット       |
| 19 | Sの選択 / 名探偵のオススメ             | 8月6日         | 第4回配信 | アカデミー | 仮面ライダースカル                                             | スカル         |
| 20 | 帰ってこないT / 死に切れない男         | 7月23日        | 第2回配信 | 部屋       | 園咲冴子                                                       | トリガー       |
| 21 | Uのは謎! / 輪舞                        | 8月13日        | 第5回配信 | 研究所     | UFO・ドーパント                                                | ユニコーン     |
| 22 | 肉球のV / 筋肉獣                       | 7月30日        | 第3回配信 | 診断       | バイオレンス・ドーパント                                       | バイオレンス   |
| 23 | Wの牽制 / 婿の座はひとつ               | 7月30日        | 第3回配信 | 部屋       | 井坂深紅郎                                                     | ウェザー       |
| 24 | 画伯X / ミュージアムの絵の下に         | 8月6日         | 第4回配信 | 絵心       | 仮面ライダーW サイクロンジョーカー エクストリーム（写真のみ）  | エクストリーム |
| 25 | Yの喜劇 / カレーを探す男               | 8月6日         | 第4回配信 | 研究所     | ヨガ・ドーパント                                               | イエスタデイ   |
| 26 | Zがきたゼーーッ! / 井坂、大いに笑う    | 8月6日         | 第4回配信 | 診断       | ゾーン・ドーパント                                             | ゾーン         |

### テレビシリーズ
『仮面ライダーフォーゼ』
第2話にて、本作品での事件を取り上げたネットニュース記事が登場する。
『仮面ライダージオウ』
EP45・46にて、大道克己 / 仮面ライダーエターナルが登場。
『仮面ライダーガッチャード』
第33話にて、仮面ライダーエターナルが登場。

### 他映画
『仮面ライダー×仮面ライダー フォーゼ&オーズ MOVIE大戦MEGA MAX』（2011年12月10日公開）
『仮面ライダーフォーゼ』と『仮面ライダーオーズ/OOO』をメインとしたクロスオーバー作品。作中にて財団Xを説明する際、NEVERの存在についても触れている。
『仮面ライダー ビヨンド・ジェネレーションズ』（2021年12月17日公開）
『仮面ライダーリバイス』と『仮面ライダーセイバー』をメインとしたクロスオーバー作品。仮面ライダーエターナルが登場。

### 小説
Nのはじまり/血と夢
執筆は石森プロの田嶋秀樹、監修は三条陸により東映ヒーローMAXvol.34に特別掲載された一篇。「NEVER」の誕生経緯にまつわるバックグラウンドストーリーとして、映像では描かれていない設定を補完した内容になっている。過去の話であるが、テレビシリーズの登場人物もわずかに登場している。物語の終盤は映画冒頭にリンクする形になっているが、後に制作されたVシネマ『仮面ライダーエターナル』との相違点も複数散見される。
映画公開前に掲載されたため、ネタバレ注意と記載されていた。
あらすじ
遺伝子工学の権威・大道美樹の息子・克己は幼いころから心臓の病を患っていた。ある日、アメリカの大学から、克己のための心臓移植手術の準備が整ったと美樹に連絡が入る。だが、美樹の誕生日当日、克己は交通事故で命を落としてしまう。
美樹は息子を蘇らせるために自ら研究し、そして封印した〈死亡確定個体複還術〉に着手する。財団Xをスポンサーにしての研究再開、そして克己の蘇生は成功した。だが、克己は苦痛を感じず、死にもしない〈ネクロオーバー〉となってしまった。そして、財団Xの要求するままに、戦闘兵器として訓練される運命が彼を待っていたのだ。
そして十年後、細胞増殖で成長した克己は財団Xのプレゼンテーションに挑んでいた。不死身の肉体と冷酷な性格を財団幹部に見せつける克己だったが、直後に行なわれたミュージアムによるドーパントのプレゼンにより、ネクロオーバー計画は財団の投資対象から外れてしまった。
克己は投資対象から外れたとして、自分を処分しようとした幹部を殺し、財団Xの庇護下から逃亡。美樹とともに新たなネクロオーバーを作り上げ、傭兵集団〈NEVER〉を結成した。
数年後、全人類のネクロオーバー化を成し遂げるため、克己と美樹は再び故郷である風都に舞い戻った。目的は財団Xが輸送する最新のガイアメモリ〈T2ガイアメモリ〉。人間としての運命を奪われた克己たちは風都を地獄に変える戦いを始めようとしていた――。
登場人物
マリアの本名が「大道 美樹（だいどう みき）」である点が映像作品と異なる。

キース＝アンダーソン
財団Xのトップエージェントでネクロオーバー計画の担当者。感情を感じさせない喋り方をする銀髪の外国人。
プレゼンテーションの後、用無しになった克己を抹殺しようとして逆に殺害される。
園咲琉兵衛
ミュージアムの頭首。財団Xの出資対象を決めるプレゼンテーションの場に登場し、ネクロオーバーの力を目の当たりにしてもなお余裕の表情を見せていた。『エターナル』ではプレゼンテーションの際、自らテラー・ドーパントに変身した。
アンモナイト・ドーパント、トリロバイト・ドーパント、マンモス・ドーパント
園咲琉兵衛の配下。使用したガイアメモリが実験段階の物のため暴走するが、琉兵衛に制止される。
御手洗
風都工科大学の教授。財団Xとつながりがあるとされ、大道美樹の研究について財団Xに情報を流していた。

### 特別番組
『劇場版仮面ライダーW&天装戦隊ゴセイジャー徹底解剖SP』
2010年7月31日以降、テレビ朝日系を中心に（一部地域は遅れネット）放送されたテレビ特番。

### オリジナルビデオ
『仮面ライダーW RETURNS 仮面ライダーアクセル』
2011年4月21日発売。本作品の映像が一部使用されている。
『仮面ライダーW RETURNS 仮面ライダーエターナル』
2011年7月21日発売。仮面ライダーエターナル / 大道克己を主役に据えたスピンオフ作品。本作品の映像も一部使用されている。

### ネット配信
- 東映特撮YouTube Official

2019年5月1日 - 5月31日
東映特撮の公式チャンネルで、ゴールデンウィーク特別企画として1ヶ月限定で無料公開された。
2024年12月22日 - 2025年1月5日